# 2017 w polityce

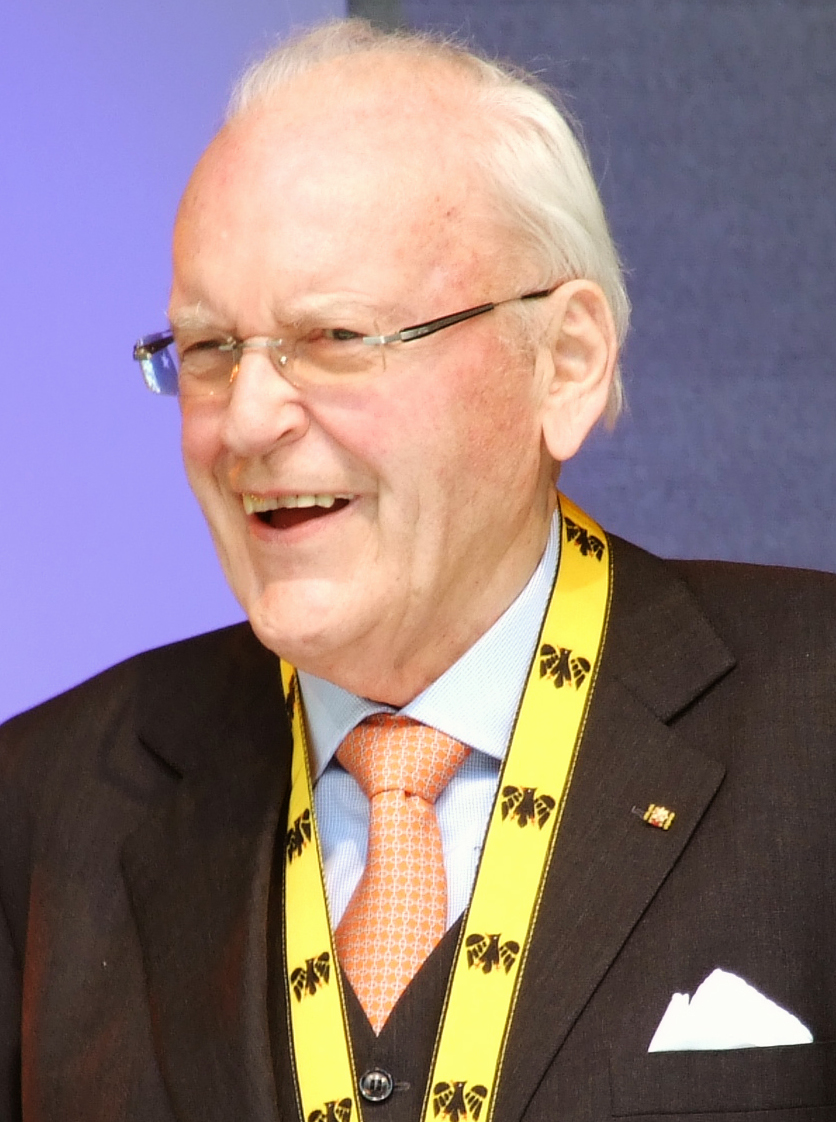
Roman Herzog (2012)

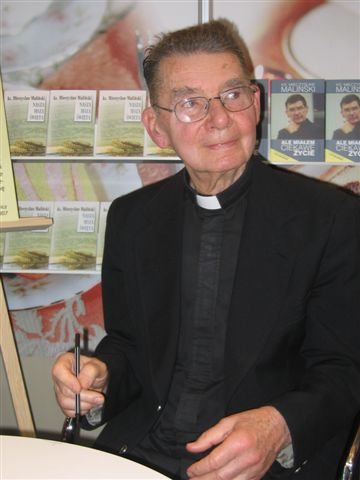
Mieczysław Maliński (2007)

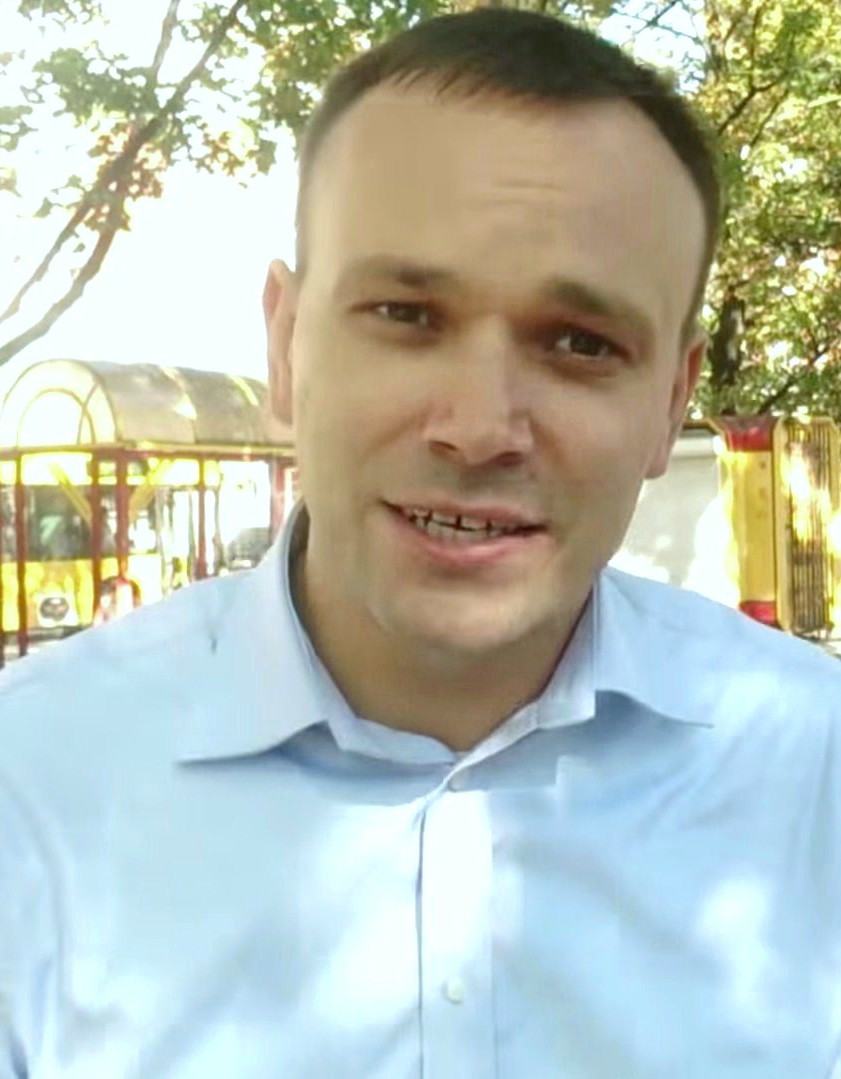
Tomasz Kalita (2015)

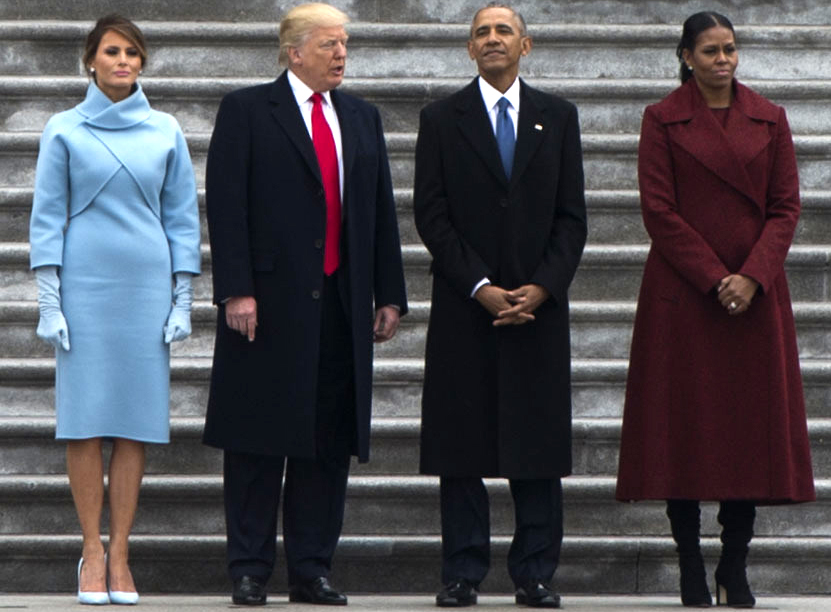
Donald Trump i Barack Obama z żonami Melanią i Michelle

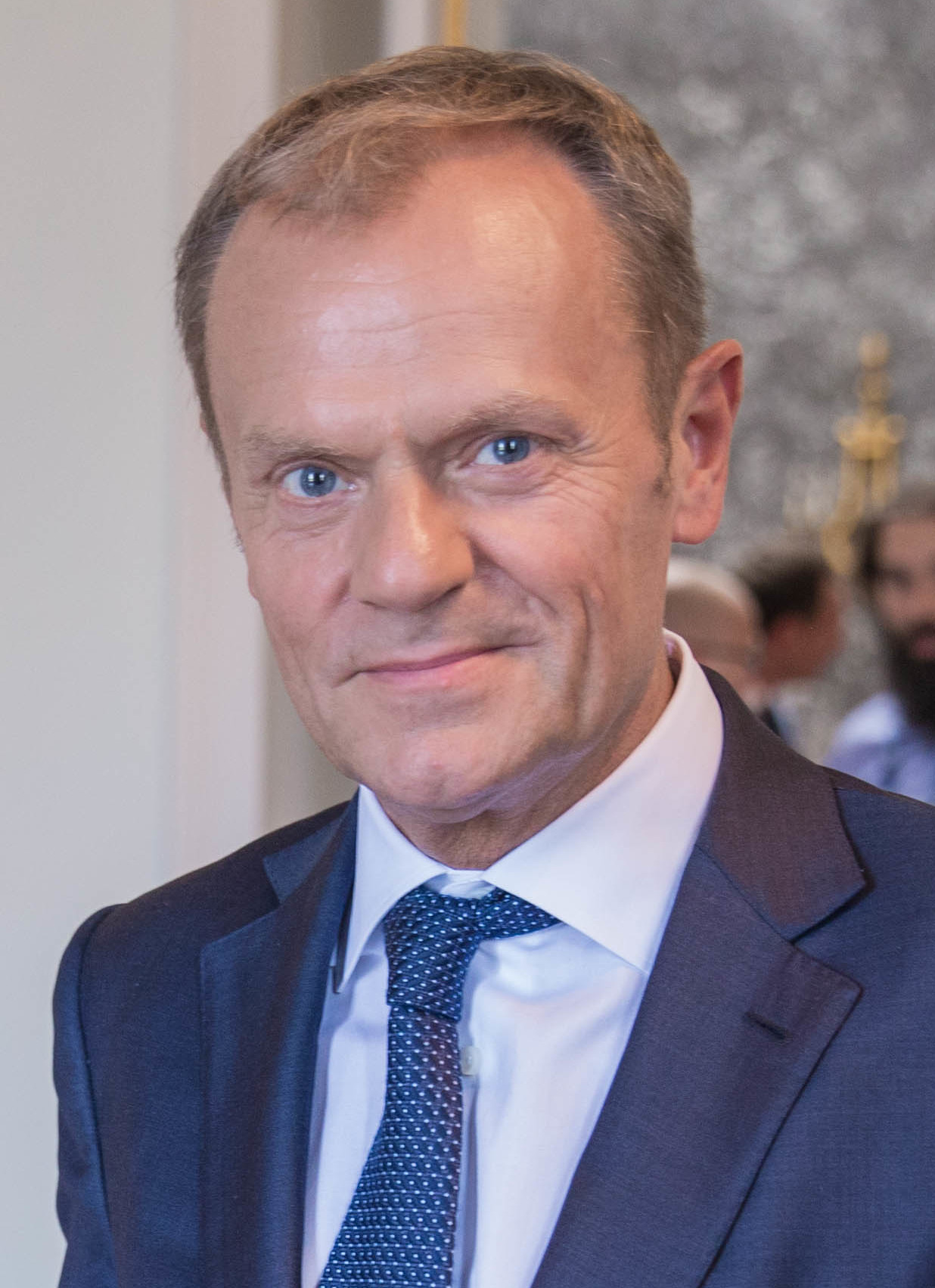
Donald Tusk

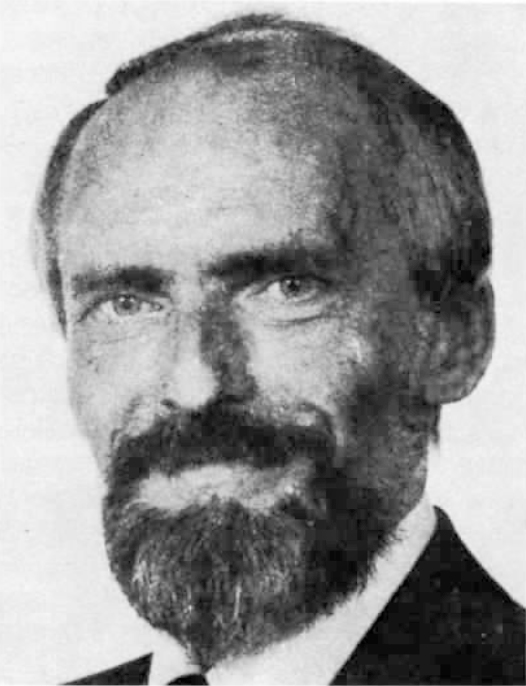
Erwin Kruk (1989)

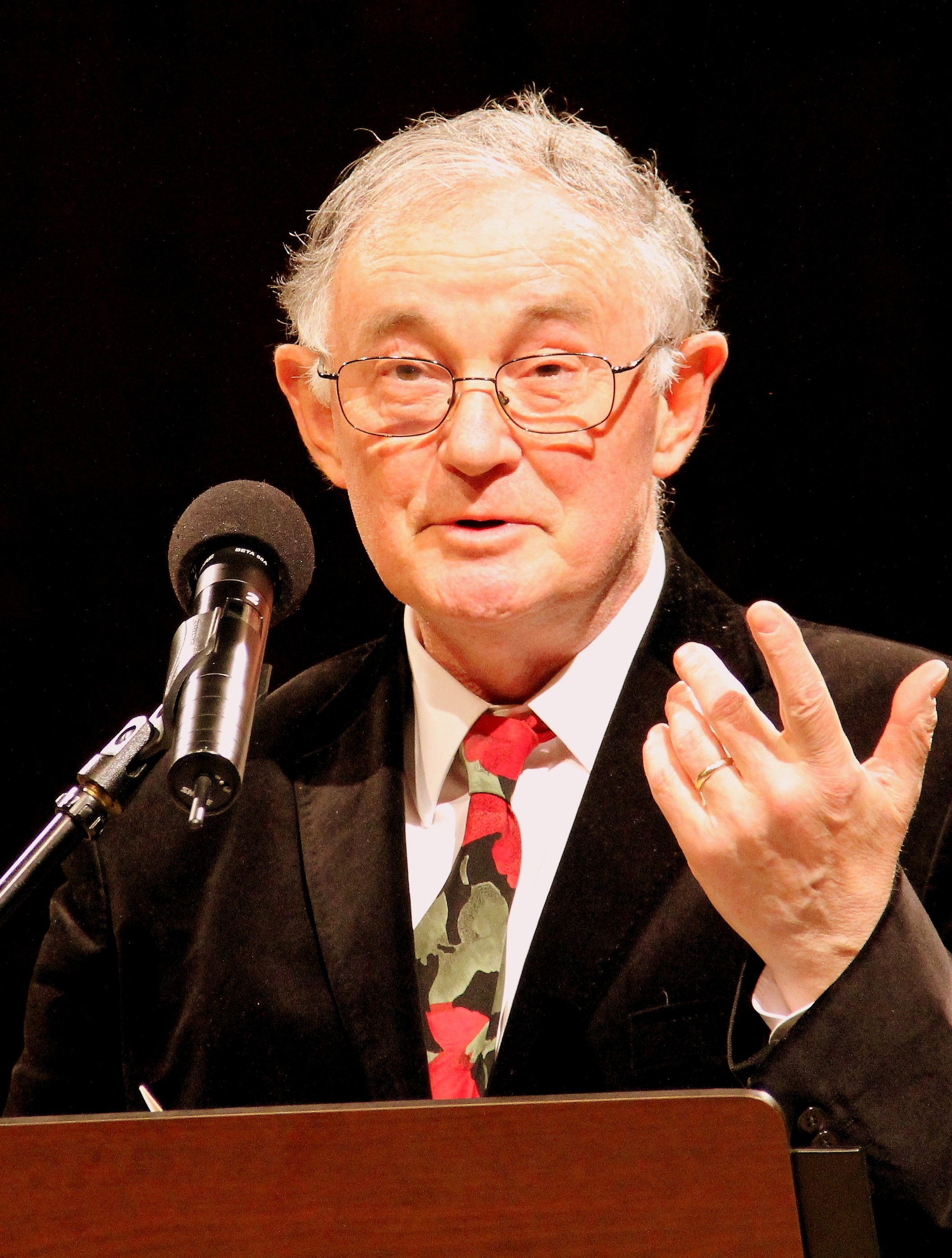
Wiktor Osiatyński

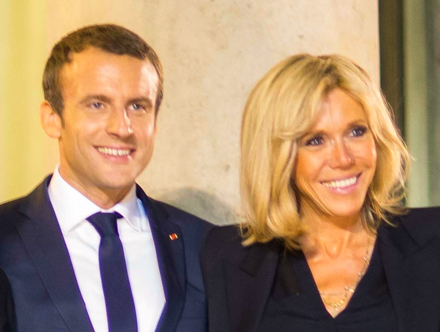
Emmanuel Macron z żoną Brigitte

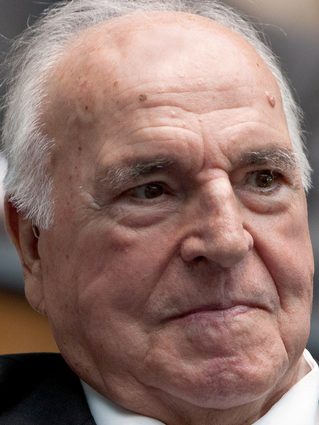
Helmut Kohl (2012)

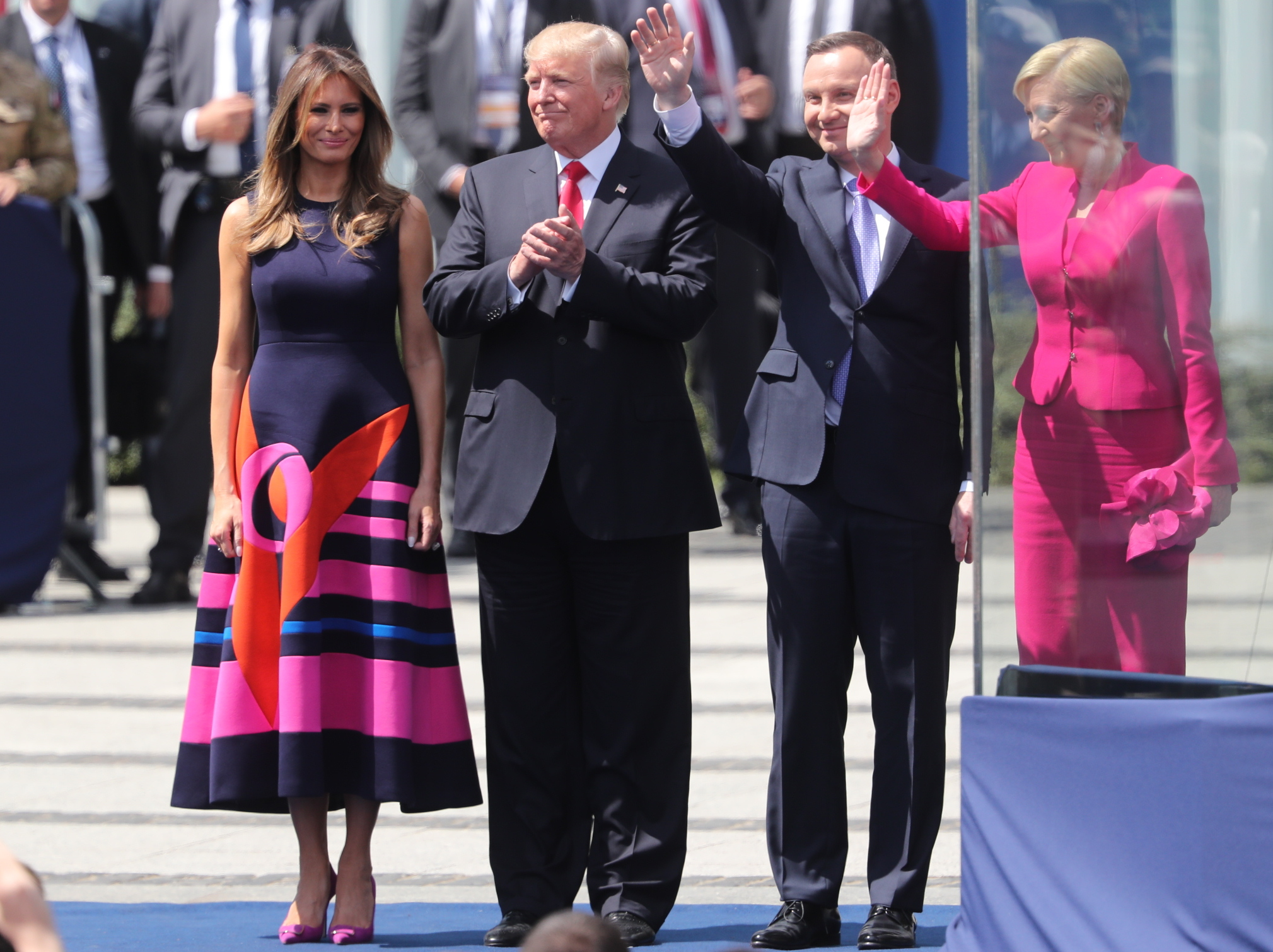
Andrzej Duda i Donald Trump z żonami Melanią i Agatą Kornhauser

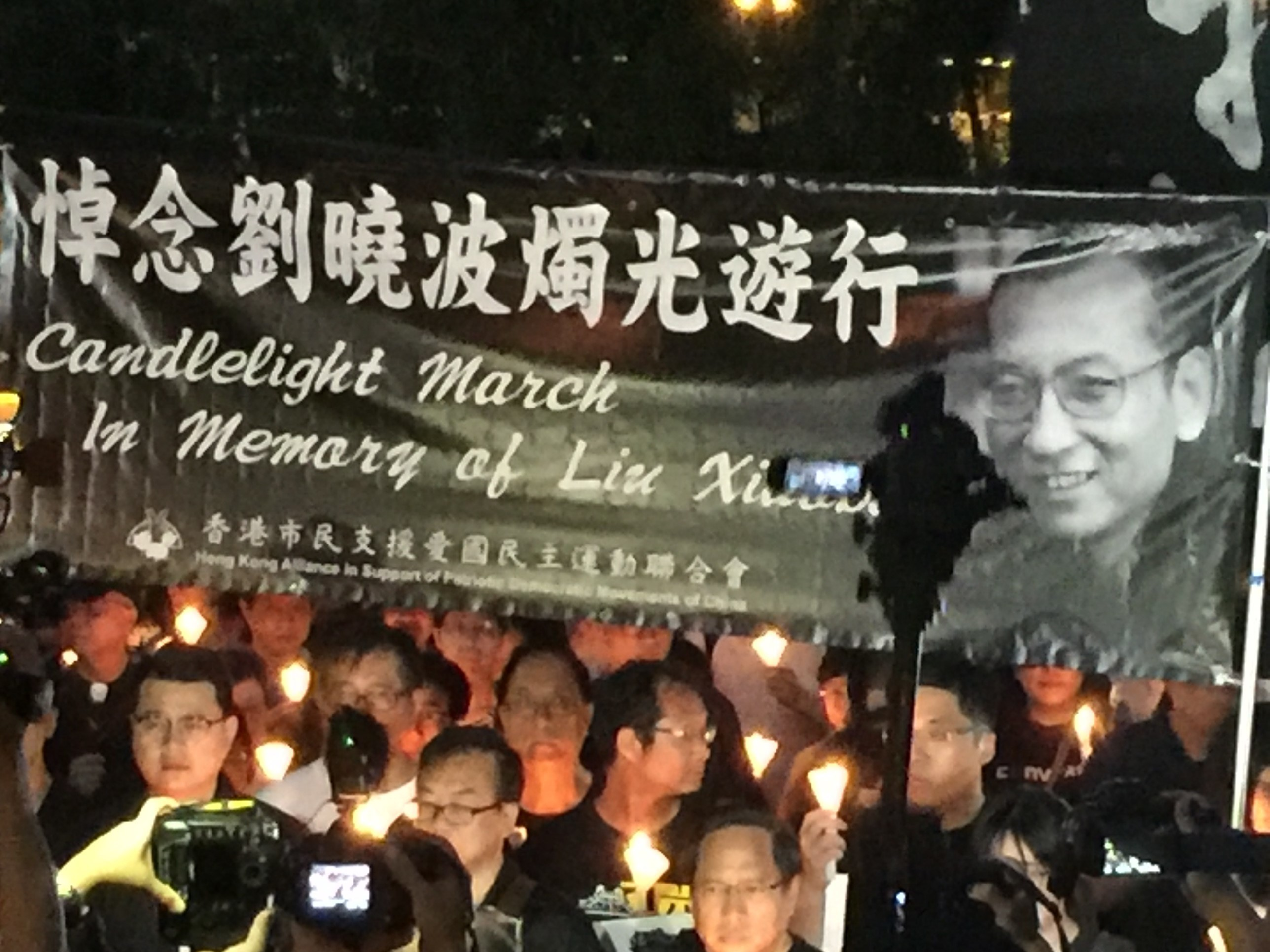
Marsz ze świecami ku pamięci Liu Xiaobo

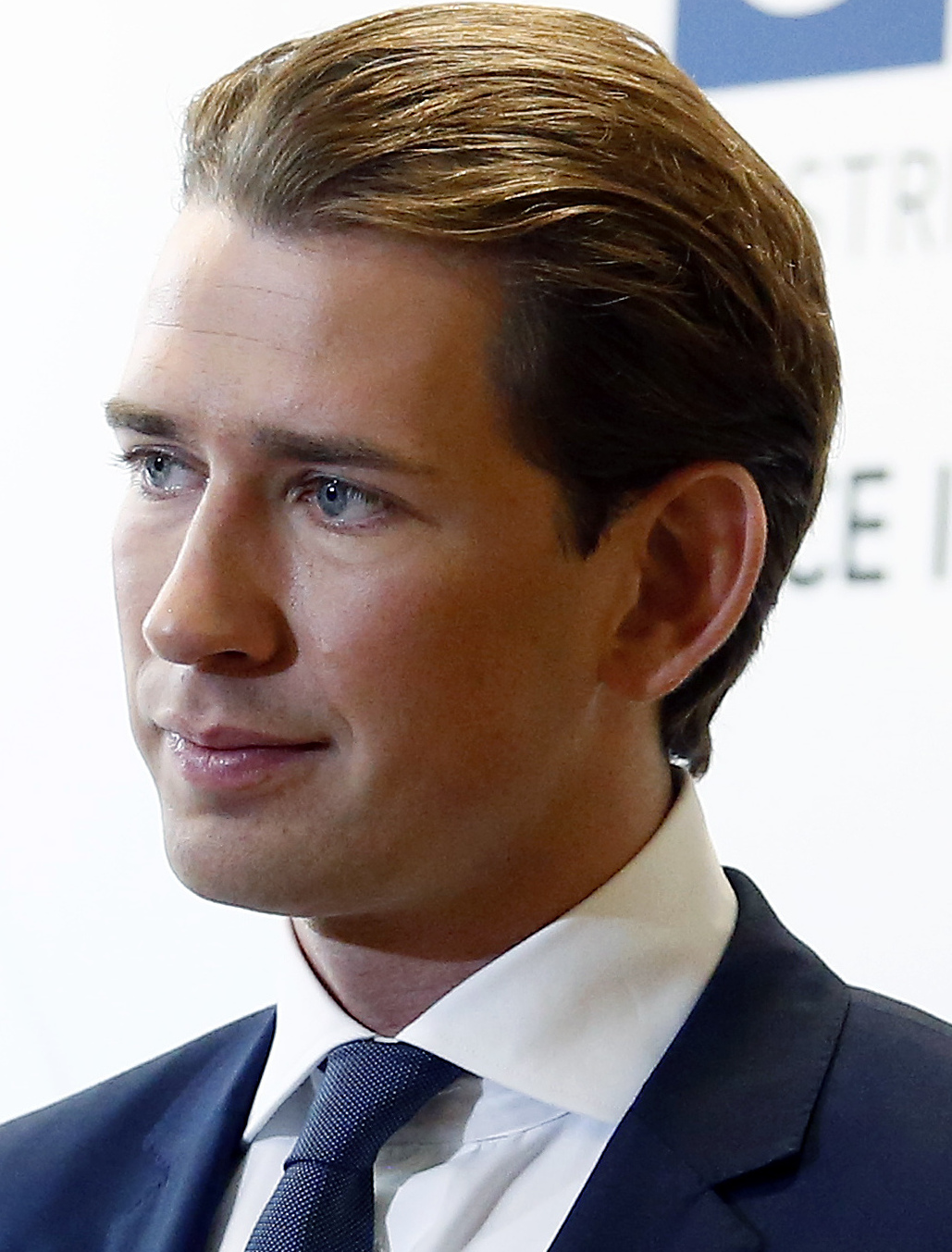
Sebastian Kurz

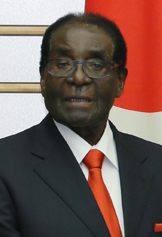
Robert Mugabe (2016)

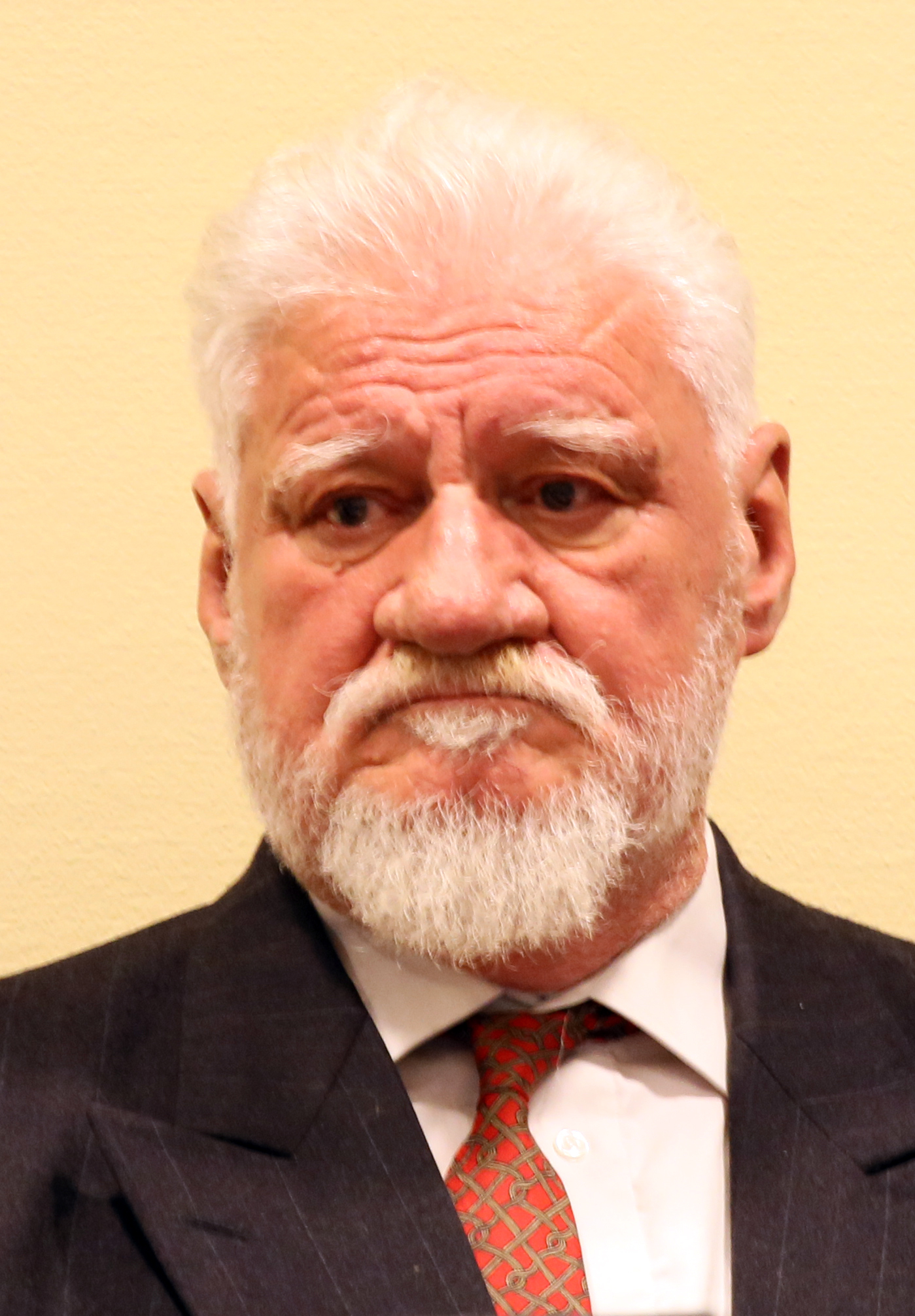
Slobodan Praljak

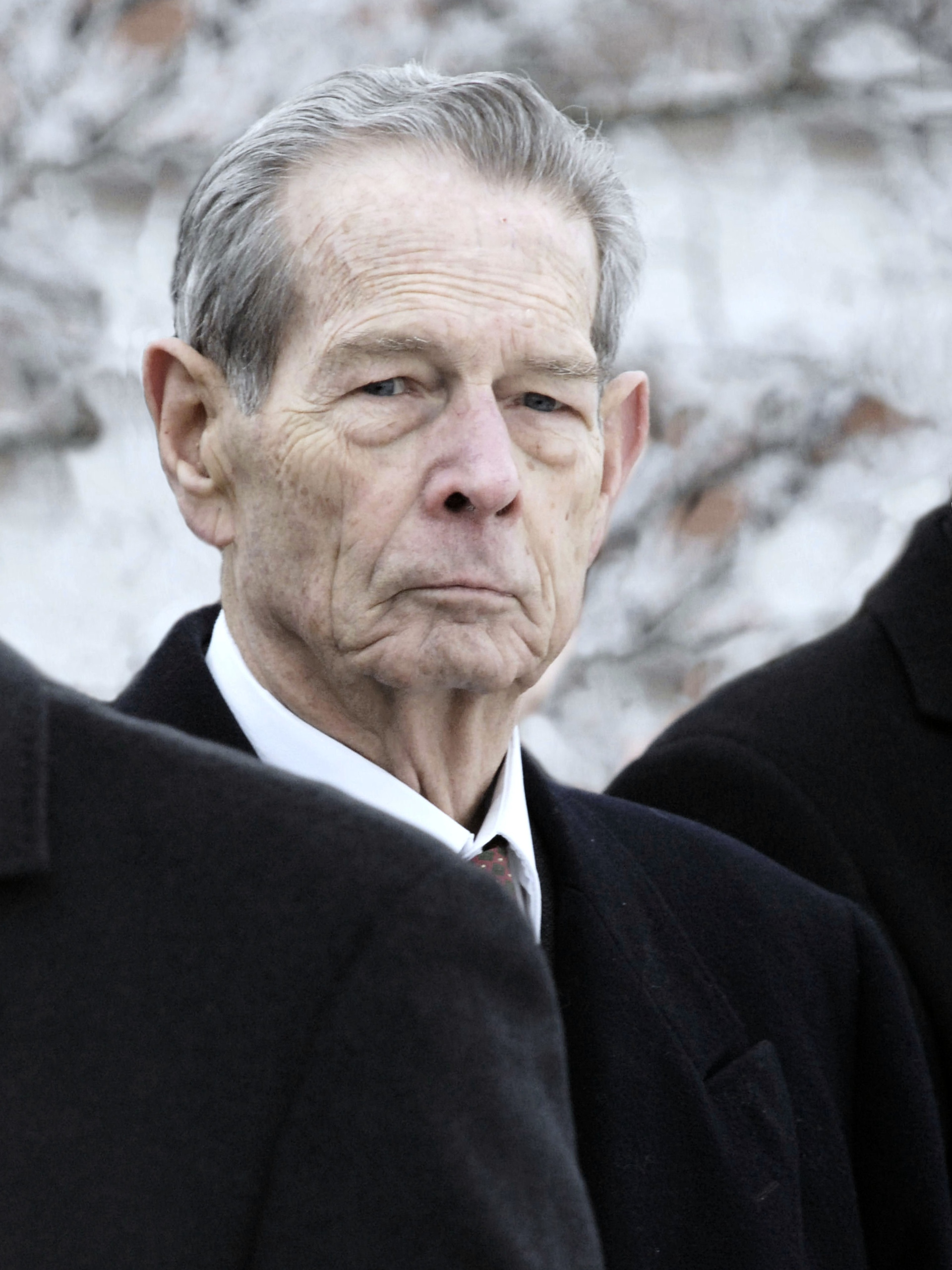
Michał Hohenzollern-Sigmaringen (2007)

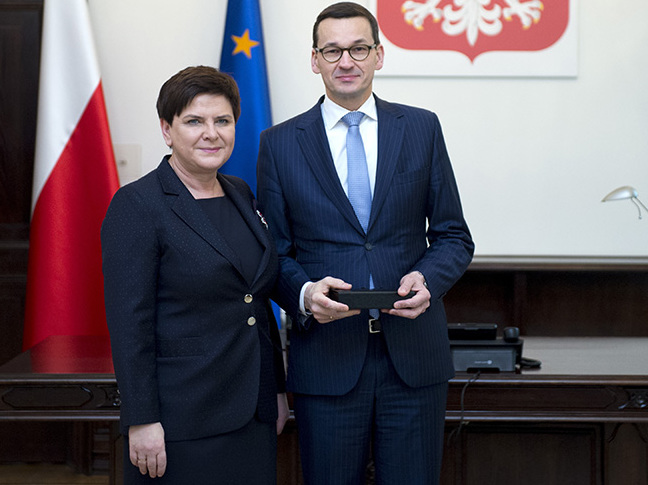
Beata Szydło i Mateusz Morawiecki

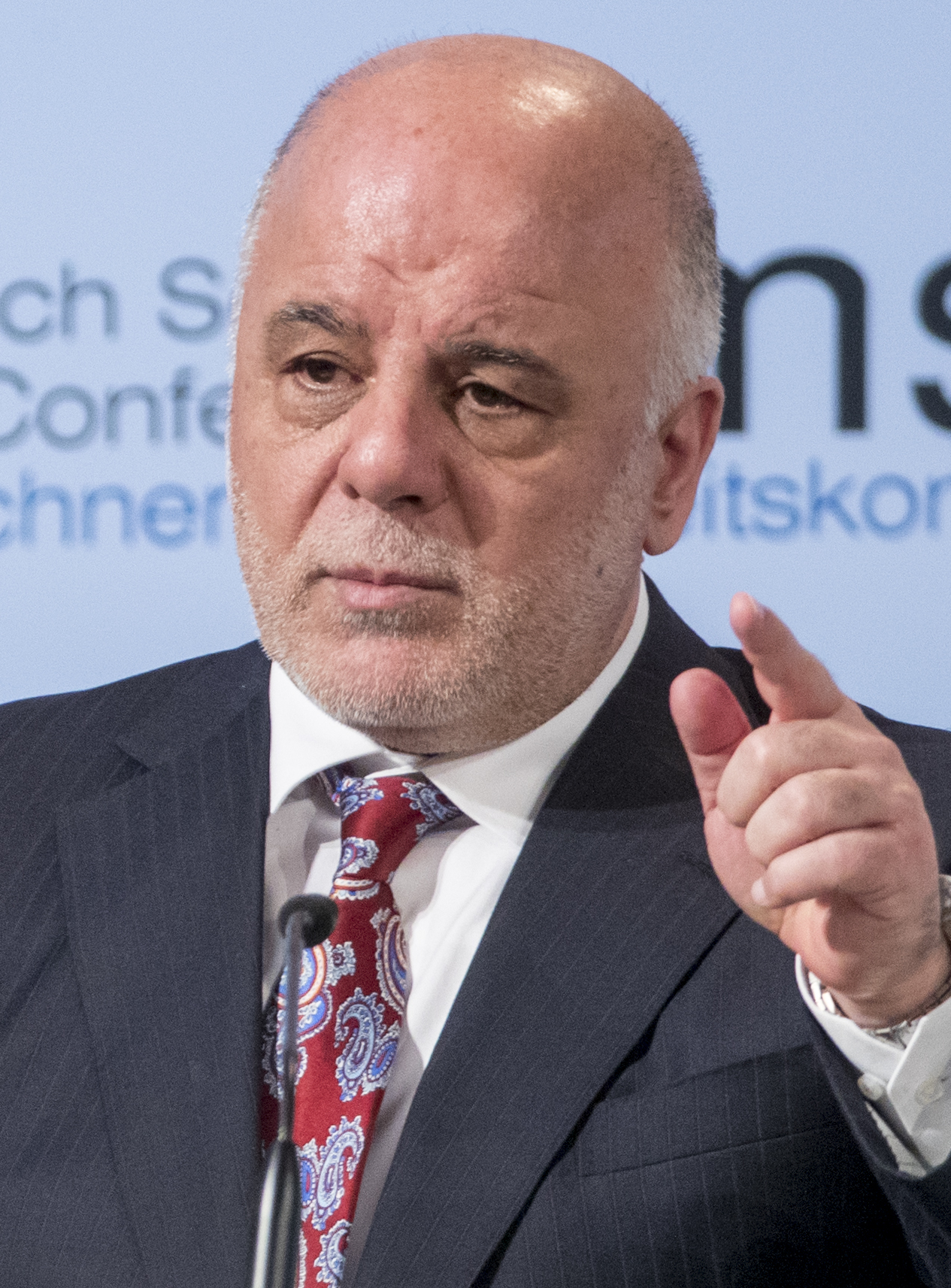
Hajdar al-Abadi

Wydarzenia polityczne w 2017 roku.

## Styczeń
- 10 stycznia – zmarł Roman Herzog, prezydent Niemiec[1].
- 12 stycznia – Grzegorz Schetyna ogłosił zawieszenie protestu sejmowego przez Platformę Obywatelską.
- 15 stycznia – zmarł Mieczysław Maliński, ksiądz katolicki, publicysta[2].
- 16 stycznia – zmarł Tomasz Kalita, rzecznik prasowy Sojuszu Lewicy Demokratycznej[3].
- 18 stycznia – w Rumunii wybuchły antyrządowe protesty[4].
- 20 stycznia – Donald Trump został prezydentem Stanów Zjednoczonych[5][6].
- 21 stycznia – zmarł Francesco Saverio Salerno, włoski biskup[7].

## Luty
- 3 lutego – zmarł Carmelo Cassati, włoski biskup katolicki[8].
- 10 lutego – w Oświęcimiu doszło do kolizji kolumny rządowej przewożącej premier Beatę Szydło[9].

## Marzec
- 9 marca:
  - Donald Tusk został po raz drugi wybrany na szefa Rady Europejskiej[10];
  - uchwalono ustawę o powołaniu Komisji ds usuwania skutków prawnych decyzji reprywatyzacyjnych dotyczących nieruchomości warszawskich, wydanych z naruszeniem prawa[11].
- 15 marca – wybory parlamentarne w Holandii wygrała Partia Ludowa na rzecz Wolności i Demokracji (VVD)[12], a jej lider Mark Rutte pozostał na stanowisku premiera.
- 31 marca:
  - zmarł Erwin Kruk, polski poeta i parlamentarzysta[13];
  - zakończono likwidację Ministerstwa Skarbu Państwa[14].

## Kwiecień
- 7 kwietnia:
  - na rozkaz Donalda Trumpa siły zbrojne Stanów Zjednoczonych dokonały ataku na bazę lotnictwa syryjskiego z użyciem 59 pocisków manewrujących Tomahawk[15].
  - Sejm Polski odrzucił wotum nieufności dla rządu Beaty Szydło[16].
- 23 kwietnia – odbyła się I tura wyborów prezydenckich we Francji. Do drugiej tury dostali się Emmanuel Macron oraz Marine Le Pen[17].
- 29 kwietnia – zmarł Wiktor Osiatyński, polski prawnik i polityk[18].

## Maj
- 7 maja – Emmanuel Macron wygrał wybory prezydenckie we Francji[19].

## Czerwiec
- 16 czerwca – zmarł Helmut Kohl, kanclerz Niemiec[20].

## Lipiec
- 5–6 lipca – wizyta prezydenta Stanów Zjednoczonych Donalda Trumpa w Polsce[21].
- 13 lipca – zmarł Liu Xiaobo, chiński pisarz, dysydent, laureat Pokojowej Nagrody Nobla z 2010[22].
- 20 lipca – polski Sejm uchwalił nową ustawę o Sądzie Najwyższym[23].
- 31 lipca – prezydent Polski Andrzej Duda zawetował ustawę o Sądzie Najwyższym (z dnia 20 lipca 2017 r.) i zmianę ustawy o Krajowej Radzie Sądownictwa oraz niektórych innych ustaw (z 12 lipca 2017 r.)[24][25].
- Po uchwaleniu przez posłów Sejmu VIII kadencji nowelizacji ustaw: o Krajowej Radzie Sądownictwa oraz ustawy – Prawo o ustroju sądów powszechnych, a także ustawy o Sądzie Najwyższym w Polsce odbyły się protesty zorganizowane przez przeciwników zmian w sądownictwie[11].

## Sierpień
- 19 sierpnia – zmarł Mario Roberto Cassari, włoski arcybiskup[26].

## Wrzesień
- 19 września – zmarł Andrzej Ananicz, szef Agencji Wywiadu[27].
- 24 września – w Niemczech odbyły się wybory parlamentarne[28].

## Październik
- 1 października – w Katalonii zostało przeprowadzone referendum w sprawie ogłoszenia przez tę prowincję niepodległości[29]. Władze w Madrycie użyły siły.
- 6 października – Pokojową Nagrodę Nobla otrzymała Międzynarodowa Kampania na rzecz Zniesienia Broni Nuklearnej[30].
- 15 października – odbyły się wybory parlamentarne w Austrii[31], które wygrała Austriacka Partia Ludowa (OVP)[potrzebny przypis]
- 19 października – zmarła Zofia Bartoszewska, działaczka opozycyjna, żona Władysława Bartoszewskiego[32].

## Listopad
- 11 listopada – zmarł Kirti Nidhi Bista, nepalski polityk[33].
- 14/15 listopada – w Zimbabwe przeprowadzono zamach stanu, w wyniku którego obalono Roberta Mugabe[34].
- 29 listopada – emerytowany generał chorwackiej armii Slobodan Praljak odebrał sobie życie po wysłuchaniu wyroku długoletniego więzienia za zbrodnie wojenne podczas konfliktu na Bałkanach w latach dziewięćdziesiątych[35].

## Grudzień
- 5 grudnia – zmarł Michał Hohenzollern-Sigmaringen, ostatni król Rumunii[36].
- 6 grudnia – Prezydent Donald Trump oficjalnie uznał Jerozolimę za stolicę Izraela i wydał Departamentowi Stanu polecenie rozpoczęcia procedury przenoszenia amerykańskiej ambasady do tego miasta, na mocy uchwalonej w 1995 ustawy o ambasadzie w Jerozolimie[37][38][39].
- 7 grudnia – Komitet Polityczny partii politycznej Prawo i Sprawiedliwość przyjął rezygnację Beaty Szydło z funkcji Prezesa Rady Ministrów Rzeczypospolitej Polskiej. Jednocześnie komitet wysunął na tę funkcję kandydaturę ministra finansów i rozwoju oraz wicepremiera Mateusza Morawieckiego[40].
- 8 grudnia – prezydent RP Andrzej Duda przyjął dymisję rządu Beaty Szydło i desygnował Mateusza Morawieckiego na Prezesa Rady Ministrów[41].
- 9 grudnia – premier Iraku Hajdar al-Abadi ogłosił zwycięstwo nad Państwem Islamskim[42].